# Effloresce
Effloresce es el álbum debut de la banda inglesa de rock progresivo Oceansize, publicado el 29 de septiembre de 2003.

## Lista de canciones
Todas las canciones están escritas por Oceansize.
1. I Am the Morning – 4:18
2. Catalyst – 6:40
3. One Day All This Could Be Yours – 4:19
4. Massive Bereavement (Junto a Can) – 9:59
5. Rinsed – 3:58
6. You Wish – 6:00
7. Remember Where You Are – 5:22
8. Amputee – 5:32
9. Unravel – 2:50
10. Women Who Love Men Who Love Drugs – 8:30
11. Saturday Morning Breakfast Show – 9:04
12. Long Forgotten – 8:57

## Curiosidades
- La línea de piano tocada en la novena pista, "Unravel, es un extracto de la segunda pieza, Le Gibert, de la obra maestra para piano Gaspard de la Nuit de Maurice Ravel.

- El título de "Women Who Love Men Who Love Drugs" fue acuñado por el bajista Jon Ellis, que vio un título con el mismo nombre en la revista Cosmopolitan.[1]

## Créditos
- Mike Vennart – guitarra, voz
- Steve Durose – guitarra, voz
- Stanley 'Gambler' Posselthwaite – guitarra
- Jon Ellis – bajo, teclados
- Mark Heron – batería, percusiones

### Músicos adicionales
- Chris Sheldon – producción de grabación (con Oceansize), mezcla de audio.
- Adrian Newton – ingeniero asistente
- Louis Read – ingeniero asistente
- Dario Dendi – ingeniero asistente
- Jack Clark – ingeniero asistente
- Martin & Kimberly McCarrick – chelo, violín, viola en "Massive Bereavement" y "Long Forgotten"
- Claire Lemmon – voz en "Massive Bereavement" y "Saturday Morning Breakfast Show"